# Madame de Pompadour
Jeanne-Antoinette Poisson (Parijs, 29 december 1721 – Versailles, 15 april 1764), sinds 1745 markiezin de Pompadour, was een invloedrijke maîtresse aan het hof van koning Lodewijk XV van Frankrijk. Ze was beschermvrouwe van grote kunstenaars en schrijvers en ze stond aan de basis van de porseleinfabriek van Sèvres. Ze was ook geroemd als stijlicoon, wier haardracht en kleding door velen als voorbeeld gevolgd werd.

## Levensloop
Jeanne-Antoinette Poisson werd op 29 december 1721 geboren.  Haar vader, François Poisson, werd geboren als jongste van negen kinderen van een wever in de Provenchère, niet ver van Langres ; haar moeder kwam uit hetzelfde dorp; Hij trad in dienst van de Parijse financiers Jean Pâris de Montmartel (1690–1766) en Joseph Pâris-Duverney (1684–1770). Rijk geworden, trouwde hij op 29 juli 1715 met Anne-Geneviève-Gabrielle de Carlier de Roquaincourt (1695–1718).
Ze had een jongere broer, Abel-François Poisson de Vandières, die later de markies van Marigny werd. Nadat haar vader om een schandaal het land was uitgezet, werd gezegd dat ze de buitenechtelijke dochter was van Charles François Paul Le Normant de Tournehem, een rijke belastingpachter, die haar wettelijke voogd werd.
Ze werd op 19-jarige leeftijd (1741) uitgehuwelijkt aan Charles-Guillaume Le Normant d'Étiolles, een neefje van haar voogd. Ze kreeg twee kinderen met hem, een jongen die een jaar na zijn geboorte overleed en een meisje, Alexandrine-Jeanne (10 augustus 1744).
Ze was populair in de gegoede Parijse kringen. In 1745 werd zij de maîtresse van de Franse koning Lodewijk XV, nadat een groep hovelingen en financiers (de bankiers Pâris, kardinaal de Tencin en maarschalk de Richelieu) haar onder de aandacht van de koning hadden gemanoeuvreerd, om via een nieuwe maîtresse invloed op de koning te verwerven. De vorige koninklijke maîtresses, in het bijzonder Marie-Anne de Mailly-Nesle, hadden macht over politiek en benoemingen uitgeoefend. In februari van dat jaar werd Jeanne-Antoinette Le Normant uitgenodigd voor een gemaskerd bal ter ere van de trouwerij van de zoon van de koning. In maart was ze al een veelgeziene gast en 's konings maîtresse. De koning gaf haar woonruimte in Versailles. Hij kocht ook Pompadour voor haar, de eerste van zes woningen. In juli kende hij haar de rang van markiezin van Pompadour toe en scheidde haar voor de wet van haar man. Op 14 september werd ze officieel aan het hof voorgesteld.
Volgens historicus Combeau hield Lodewijk XV zijn persoonlijke levenssfeer en de politiek strikt gescheiden. Niettemin wordt ze vaak genoemd bij benoemingen van haar gunstelingen, en als steun aan de hertog van Choiseul tegenover de koning. De hertog, minister van Buitenlandse Zaken, was voorstander van de verschuiving in de Franse buitenlandse politiek: weg van de opkomende onbetrouwbare mogendheid Pruisen ten gunste van Frankrijks aartsrivaal, de Oostenrijkse Habsburgers. Dit leidde uiteindelijk tot de Zevenjarige Oorlog, die slecht afliep voor Frankrijk en waar ze publiekelijk voor verantwoordelijk werd gehouden. Zorgvuldige afweging van de Europese politieke situatie maakt evenwel duidelijk dat een oorlog met het agressieve Engeland onvermijdelijk was, en dat Lodewijk XV wist dat hij de vrede niet kon bewaren in de alliantie met Pruisen - de rol van Madame de Pompadour was hier zeker niet doorslaggevend.
De relatie met Louis XV bleef overeind tot haar overlijden op 42-jarige leeftijd aan tuberculose.

## Na ons de zondvloed!
Van Madame de Pompadour zou de historische uitspraak Après nous le déluge! ("Na ons de zondvloed!") zijn, woorden die zij tegen Lodewijk XV gezegd zou hebben, toen deze zich na de nederlaag tegen de Pruisische koning Frederik de Grote in de slag bij Rossbach (1757) buitengewoon ongerust toonde. 
Il ne faut point s'affliger. Vous tomberiez malade. Après nous le déluge!

## Kunst en cultuur

Mme de Pompadour, pastel door Maurice-Quentin de La Tour; op tafel staat deel IV van de Encyclopédie

Madame de Pompadour was een intelligente vrouw, haar smaak - en die van de koning - deed de in die tijd florerende rococo-stijl evolueren naar een soberder stijl, die eigenlijk onterecht Lodewijk XVI genoemd wordt: een van de schitterendste voorbeelden van de Lodewijk XVI-stijl, het Petit Trianon. Deze en andere gebouwen rond de Place de la Concorde werden gepland door haar en haar broer, de markies de Marigny, waarna Lodewijk XV deze voor haar liet bouwen. 
Madame de Pompadour stond voorts aan de basis van de beroemde porseleinfabriek van Sèvres. Ze bestelde behang bij Jean-Baptiste Réveillon, die snel een eigen fabriek begon.
Madame had een grote interesse in literatuur. Voordat ze aan het hof verscheen had ze al contact met Voltaire. Door haar invloed op de koning werd zij de beschermster van grote kunstenaars en schrijvers, onder meer van Diderot en diens Encyclopédie. Ze toonde ook, net als vele anderen in die tijd, groot enthousiasme voor de romantische ideeën van de filosoof Jean-Jacques Rousseau en diens "terug naar de natuur!". Het inspireerde haar kippen te gaan houden in de tuinen van het kasteel van Versailles.
Blijkens de geschilderde portretten werd ze gezien als een mooie vrouw. Ze was geroemd als stijlicoon, wiens haardracht en kleding door velen als voorbeeld gevolgd werd.
Haar gok- en speelwoede was groot, maar was voor haar tijd zeker niet uitzonderlijk.